# Сеневиці
Сеневиці (пол. Sieniewice) — село в Польщі, у гміні Дорогичин Сім'ятицького повіту Підляського воєводства.
Населення — 173 особи (2011).
У 1975-1998 роках село належало до Білостоцького воєводства.

## Демографія
Демографічна структура станом на 31 березня 2011 року:
|          | Загалом | Допрацездатний вік | Працездатний вік | Постпрацездатний вік |
| -------- | ------- | ------------------ | ---------------- | -------------------- |
| Чоловіки | 85      | 18                 | 55               | 12                   |
| Жінки    | 88      | 16                 | 48               | 24                   |
| Разом    | 173     | 34                 | 103              | 36                   |